# Artibeus cinereus
Artibeus cinereus е вид прилеп от семейство Американски листоноси прилепи (Phyllostomidae). Видът не е застрашен от изчезване.

## Разпространение
Разпространен е в Боливия, Бразилия, Венецуела, Гвиана, Колумбия, Перу, Суринам, Тринидад и Тобаго и Френска Гвиана.

## Описание
Теглото им е около 12,7 g.